# 矢幡和俊
矢幡 和俊（やはた かずとし）は、日本の男性漫画家。大分県出身（単行本より）。
『幽☆遊☆白書』連載当時の冨樫義博の下でアシスタントをしていた。『月刊少年ジャンプ』少年漫画大賞佳作受賞を切っ掛けに漫画家になる。
父親の他界と同時に帰郷。現在休業中。

## 作品リスト
- バーチャファイター（『小学四年生』連載）
- 結局難極トラブルボーイ（『少年エース』連載、単巻）
- チョベリバ緋牡丹お嬢さま（『少年エース』連載、全4巻）
- 峠バトル25:00（『ヤングキング』短期連載）